# Enhet 731
Enhet 731 (japanska: 731部隊) var en hemlig forsknings- och utvecklingsenhet för biologisk och kemisk krigföring inom den kejserliga japanska armén, som ägnade sig åt dödliga mänskliga experiment och tillverkning av biologiska vapen under det andra kinesisk-japanska kriget (1937–1945) och andra världskriget. Uppskattningarna varierar hur många som dödades. Mellan 1936 och 1945 mördades ungefär 14 000 människor i enhet 731. Det uppskattas att minst 300 000 individer har dött på grund av infektionssjukdomar orsakade av verksamheten vid enhet 731 och dess anslutna forskningsanläggningar.
Enheten ingick i Kwangtungarméns Avdelning för vattenrening och epidemiförhindran (関東軍防疫給水部本部 Kantōgun Bōeki Kyūsuibu Honbu) och höll officiellt på med vattenrening. Den var baserat i Pingfang-distriktet i Harbin, den största staden i den japanska marionettstaten Manchukuo (nu nordöstra Kina) och hade aktiva filialkontor i hela Kina och Sydostasien.
Idag är enhet 731 främst ihågkommen för de brott mot mänskligheten enheten begick. Huvuddelen av de ansvariga ställdes aldrig till svars utan beviljades amnesti av USA i utbyte mot forskningsresultaten.

## Översikt

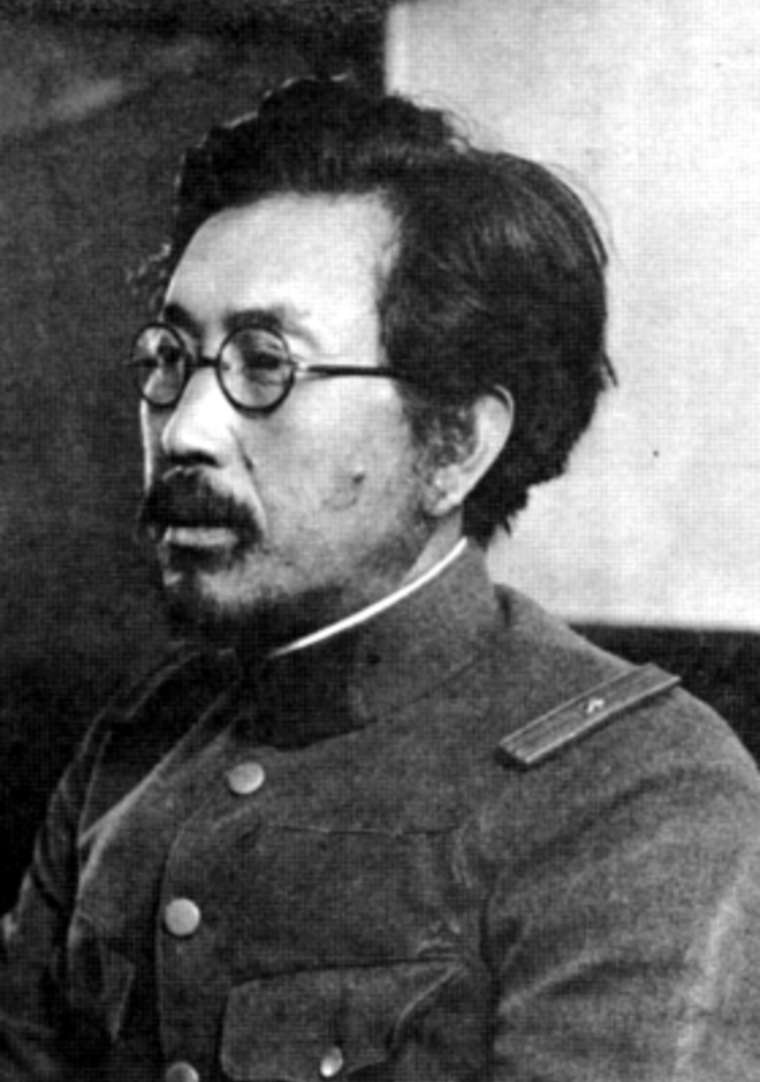
General Shiro Ishii, befälhavare över Enhet 731.

Enhet 731 etablerade sig 1936 i området Pingfang i utkanten av Harbin. Anläggningen stod klar att användas år 1938. Att Enhet 731 och dess systeranläggningar placerades på det asiatiska fastlandet, främst i nuvarande Kina, men även i Singapore och Burma, berodde på tillgången på mänskliga försökskaniner där och på att deras verksamhet inte kunnat accepteras i hemlandet. (En del forskning inom biologisk krigföring skedde dock bland annat i Tokyo).
De mänskliga försökskaninerna var främst kineser, sovjetmedborgare från gränsstriderna 1939-40, mongoler och koreaner, men enligt vissa uppgifter även en del amerikaner och britter.
Enhet 731:s verksamhet under ledning av befälhavaren Shiro Ishii (1935–1942) och hans efterträdare, General Masaji Kitano (1942–45), tros ha orsakat över 3000 politiska fångars död. Verksamheten avslutades och anläggningarna förstördes vid andra världskrigets slut. När anläggningarna väl förstördes släpptes stora mängder försöksdjur, som smittats med olika dödliga sjukdomar, ut i det fria och orsakade återkommande epidemier under slutet av 1940-talet och början av 1950-talet, vilket enligt vissa forskare dödade närmare 200 000 människor.
Liknande forskning som i Enhet 731 bedrevs av andra avdelningar inom Boeki Kyusui, bland annat enheterna 100 (Wakamatsu-enheten), Ei 1644 (Tama-enheten), 565, 2646 (den del av Enhet 2646 som sysslade med biologisk krigföring hette Enhet 80) och 9420.

## Bakgrund
Befälhavaren Shiro Ishii hade redan 1932 påbörjat sin försöksverksamhet inom biologisk krigföring i staden Harbin i den japanska lydstaten Manchukuo, nordöstra Kina, som Japan hade tagit kontrollen över efter Rysk–japanska kriget 1904–1905 och utropat som självständig stat den 18 februari 1932, till namnet styrd av Puyi, Kinas siste kejsare, från huvudstaden Xinjing. Anläggningen etablerades i distriktet Nan Gang i ett gammalt sakédestilleri, som byggdes om till en forskningsanläggning tillsammans med närliggande butiker. Det fick en personal på 300 personer. 
Denna plats bedömdes dock snabbt som olämplig, då den låg i ett tättbefolkat område och det därmed skulle bli svårare att hålla verksamheten hemlig. Dessutom var lokalerna för små för den stora verksamhet Ishii planerade. Verksamheten flyttades därför redan samma år, sommaren 1932, till Beiyinhe utanför staden, där ett välbevakat fängelse uppfördes, Enhet Tōgō.  Denna by tömdes på folk och brändes till största delen ned för att lämna plats åt de byggnader som Ishii behövde för sina försök. Denna anläggning drevs till 1934 då en större fångrymning gjorde att uppgifter om den så kallade Togo-enhetens verksamhet läckte ut. Trots detta var anläggningen bortglömd tills den kinesiske forskaren Han Xiao i slutet av 1980-talet av en slump upptäckte referenser till denna anläggning då han forskade om enhet 731. 
Från och med hösten 1936 tömde den japanska armén åtta byar i Pingfang-området utanför Harbin och byggde upp enhet 731 med hjälp av 10 000-15 000 kinesiska arbetare. Enheten kallades vid denna tid Ishii-enheten efter sin grundare och befälhavare. Namnet Enhet 731 fick den år 1941 när de olika anläggningarna fick sifferbeteckningar. Anläggningen var den största av de forskningsanläggningar som Japan byggde på fastlandet och när den var färdig 1938 ungefär lika stor som Auschwitz-Birkenau. Officiellt var anläggningen ett sågverk, vilket (åtminstone till viss del) förklarar varför fångarna som utsattes för experimenten kallades "maruta" ("stockar").

## Organisation
Efter ett tillslag år 1940, hade Pingfang ungefär 3000 anställda. Enhetens anställda var uppdelade i åtta sektioner:
1. Forskning
2. Experiment
3. Vattenrening
4. Produktion (av bakterier)
5. Utbildning
6. Administration
7. Material (konstruktion av bomber och dylikt)
8. Diagnos & behandling (sjukvård för anläggningens personal)

Personalen på enhet 731 anställdes genom olika metoder. Vissa personer hade kommenderats dit: antingen av militären eller av sina egna professorer inom den då starkt hierarkiska universitetsvärlden. Andra anmälde sig frivilligt och detta var inte ovanligt. Enhet 731 erbjöd unika möjligheter till obegränsad forskning som inte var möjlig någon annanstans och som upplevdes som lockande för många vetenskapsmän. Med undantag för sjuksköterskorna tycks alla anställda på Pingfang ha varit män. 
De japanska anställda på Pingfang bodde på anläggningen tillsammans med sina familjer. Där fanns bostäder för personalen, lokaler för idrott och nöjen, ett bibliotek, en simhall, ett kapell, ett geishahus, en skola för barn till anställda och en sjukstuga för anställda och deras familjer. 
Även kinesiska tvångsarbetare, kulier, var verksamma på Pingfang liksom på andra japanska anläggningar. Dessa tvångsvärvades för att tjänstgöra under olika tidsperioder mot låg betalning, ibland i form av heroin och opium och släpptes sedan igen. De arbetade med olika typer av grovarbeten i utkanten av byggnaden under bevakning av vakter och fick inte veta vad som skedde inne i själva anläggningen.

## Fångarna
Fångarna gavs nummer från 101 till 1500 och när man nått upp till 1500 började man om från 101, vilket gör att man inte vet hur många fångar som fanns vid enhet 731 under dess existens.

### Bakgrund och ankomst
De personer som valdes ut som försökspersoner till enhet 731 kunde tillhöra olika kategorier. Personer som hade arresterats av den japanska militärpolisen kempeitai och befann sig i fängsligt förvar kunde överföras till enhet 731 vid behov. Denna överföring kallades "speciell överföring". En person som hamnat i "speciell överföring" registrerades officiellt som avliden så snart den hade överförts till enhet 731. 
De personer som överfördes tillhörde ett brett urval av befolkningen och inkluderade vanliga kriminella, arresterade banditer, medlemmar av den anti-japanska motståndsrörelsen, politiska fångar (kommunister eller andra anti-japanska personer), hemlösa, drogmissbrukare och personer med intellektuell funktionsnedsättning. Personer som japanerna helst inte ville släppa ur förvar men där det saknades bevis för brott eller som, om de ställdes inför rätta, förväntades dömas till ett lägre straff och snart släppas fria pekades ut som lämpliga. Ett typiskt tecken på att en person hade blivit förd till enhet 731 var att personen ifråga hade blivit arresterad för ett brott, men aldrig blev ställd inför rätta, utan istället uppgavs ha avlidit i fängelset. 
Det förekom också att kempeitai gjorde en razzia där de till exempel grep alla personer som befann sig på en gata. Enhet 731 saknade ibland fångar av en speciell typ de önskade för ett experiment: de kunde då beskriva kroppstyp, ålder, etnicitet och kön på en försökskanin de ville ha för gendarmeriet, som sedan gav sig ut i sina svarta dodge van-fordon för att kidnappa försökskaniner på gatan, på fälten eller till och med i privata bostäder. Den ryska minoriteten i Harbin kallade dessa fordon för voronki (kråkor) och det var en vanlig syn att se dem på gatorna i Harbin, fulla med människor som bankade på dem och skrek från insidan.
Det ska också ha förekommit att japanska myndigheter annonserade om arbete och sedan grep de personer som kom för att söka platsen.
Ryska fascistiska partiet, som samarbetade med japanerna, rapporterade anti-japanska och kommunistiska personer ur den ryska minoriteten till japanerna, som sedan arresterade dessa och sände dem för mänskliga experiment till enhet 731, som hade ett behov av kaukasiska försökskaniner. 
Ett kinesiskt vittne, Zhang Guanghui, som var bosatt i en by nära enhet 731, uppgav 2001 att det var känt att japanerna kunde kidnappa folk när som helst och att han själv brukade fråga sig om det fanns japaner i närheten när han gick utomhus; Zhang själv tvångsvärvades till arbetsplikt som kuli och varnade sin familj om att han kanske inte skulle återvända.

### Fångarnas ursprung
A. S. Wells uppskattar att majoriteten av offren var kineser, med mindre andelar av ryssar, mongoler och koreaner. Vid denna tidpunkt fanns en stor minoritet ryssar i Kina som hade flytt undan ryska revolutionen och kallades vitryssar och var särskilt stor i Harbin (harbinryssarna). 
Sheldon H. Harris uppskattar att majoriteten av fångarna var politiska fångar, kommunistsympatisörer, kriminella, utfattiga civilister och intellektuellt nedsatta personer. Seiichi Morimura uppskattar att omkring sjuttio procent av offren i Pingfang var kineser (både militärer och civila) medan omkring trettio procent var ryssar.
Fångarna uppges också ha inkluderat ett mindre antal européer, amerikaner, indier, australiensare och krigsfångar från Nya Zeeland. En medlem av Yokusan Sonendan paramilitära ungdomsgrupp, som arbetade för enhet 731, uppger att det inte fanns enbart kineser, ryssar och koreaner bland fångarna, utan även amerikaner, britter och fransmän. 
Frågan om det fanns amerikanska och brittiska soldater bland försökspersonerna på enhet 731 är omdiskuterad, obekräftad och föremål för spekulationer. Den amerikanska militärens Office of Strategic Service (OSS) förberedde under kodnamnet Operation Flamingo, signerad 13 augusti 1945, en räddningsoperation till Harbin, dit en OSS-trupp skulle landsättas för att befria amerikanska och allierade krigsfångar i området på ett ögonblicks notis på V-J Day. En märklig omständighet med denna planerade operation är att det inte fanns några krigsfångeläger vid Harbin. Amerikansk underrättelsetjänst var vid denna tid medveten om att japanerna hade någon form av verksamhet kring mänskliga experiment i närheten av Harbin och att de misstänkte att även amerikaner hade förts dit för att användas som försökskaniner. Denna plan sattes aldrig i verket eftersom den var planerad till 15 augusti och sovjetiska trupper vid det laget hade fått kontroll över Manchuriet. 
Det närmaste lägret för krigsfångar var Mukden fångläger. Det är känt att fångarna i Mukden utsattes för experiment av enhet 731. Mukden och Harbin hade tågförbindelse och personal från enhet 731 reste från Harbin och Pingfang för att experimentera med de allierade krigsfångarna i Mukden. Det rörde sig om experiment med studier av olika former av sjukdomar som åstadkoms genom att fångarna, försvagade av undernäring, gavs injektioner med sjukdomar som sedan studerades: tusentals krigsfångar avled under tiden i Mukden. Däremot är det inte bekräftat att någon krigsfånge fördes bort från lägret i Mukden upp till enhet 731:s anläggning i Pingfang.

### Förhållanden i fängelset
Fångarna själva torde åtminstone initialt ha uppfattat enhet 731 som ett vanligt fängelse. De fördes vanligen till enhet 731 nattetid med motorfordon, som hade målats svarta och som hade ett ventilationshål men inget fönster. Fordonet anlände till huvudporten och dess chaufför rapporterade till vaktrummet. Vakten telefonerade till "specialteamet" i det inre fängelset. Fången fördes sedan via en tunnel under fasaden på den centrala huvudbyggnaden till ett av de två fängelserna, som låg i en kringbyggd gård på insidan av centralbyggnaden. Det fanns två fängelser: byggnad sju för män och byggnad åtta för kvinnor och barn. 
Fordon färdades regelbundet mellan Pingfang och det japanska konsulatet och andra platser i Harbin för att hämta fångar. Utöver enskilda fordon, fördes fångar även till Pingfang med tåg. En särskild tågstation tjänade enbart till att föra material, samt fångar, till anläggningen. En kinesisk tvångsarbetare, Fang, uppgav att han i november 1943 såg hur ett tåg med fångar kom in till Pingfang: japaner kom då ut från fängelset i vita rockar och öppnade dörrarna till tåget och lastade ut avlånga förpackningar av strå på kärror som de sedan förde in till fängelset: förpackningarna av strå innehöll två fångar som hade bundits fast raklånga vid varandra.
Vid ankomsten till fängelset utsattes fången för en fullständig medicinsk undersökning och tekniker tog prover av blod, fekalier och tester av njurfunktionen, för att fastställa att fången var fullt frisk och därmed lämplig för experimentering. Naokata Ishibashi uppgav: 
"Vi tog detaljer om deras blodtyp, deras puls, och så vidare ... Även om, när de anlände, de hade kort med namn, födelseplats, anledning för arrestering och ålder, gav vi dem helt enkelt ett nummer. En maruta var bara ett nummer, en typ av experimentmaterial ... de tycktes veta sitt öde".
Om fången var skadad eller sjuk, till exempel på grund av att ha torterats under fängelsetiden hos kempeitai, fick fången vård tills han eller hon var fullständigt frisk innan några experiment utfördes. Fången fråntogs sitt namn, som ersattes av ett nummer på tre siffror. Fångarna hölls vid god hälsa fram till att de började utsättas för experiment och fick därför hälsosam mat och regelbunden motion på de inbyggda fängelsegårdarna. Efter fångens död ströks fångens tresiffriga nummer från ett index och dess handfängsel gavs till nästa nyanlända fånge. Fångens kvarlevor brändes i lägrets krematorium. 
Fångarna placerades i celler med trägolv och en spoltoalett för att upprätthålla hygien. Varje celldörr hade ett titthål. Tamura Tadashi vittnade om att han förevisades cellerna och kunde se människor sitta kedjade inne i cellerna; en del gick omkring i cellerna, medan andra låg på golvet i ett uppenbart insjuknat tillstånd. Fängelset var en byggnad med hög säkerhet och dörrar av järn. Ingen släpptes in i fängelset utan specialtillstånd, ID-kort och fotografi och varje besökares inträde och utträde noterades. Personalen utgjordes av "specialteamet", som var klädda i vita overaller, gummistövlar, arméhuvudbonader och beväpnade med pistoler.
Fångarna uppskattas ha överlevt i snitt några veckor, i sällsynta fall fyra månader. Det fanns dock enstaka fall som uppges ha överlevt i flera år; i de fallen var fångarna ofta kvinnor och barn. En rysk kvinna uppgavs ha varit gravid då hon anlände till enhet 731, fött sitt barn där och sedan hållits vid liv i två års tid innan hon dödades. Naokata Ishibashi, som arbetade som medicinsk assistent med uppgift att ta hand om fångar, beskrev 1984 två fångar:
"Någon frågade mig om jag såg några kvinnliga maruta. Personligen såg jag bara två, i fängelsebyggnad åtta. Den ena var en tjugoettårig gift kinesisk kvinna och den andra var en ogift sovjetisk nittonårig flicka. Jag frågade var hon kom från och hon sade att hon kom från Ukraina, mycket långt borta. De kvinnorna användes inte i något experiment under min tid där. De sade att de inte hade sett sina ansikten i en spegel sedan de kom dit och bad mig att skaffa en. Jag smög en spegel till dem och bad dem vara försiktiga så kempetai eller en vakt inte fick se den."
I en senare intervju 1993, tillade han att kvinnorna visst utsattes för experiment under hans tid där och utvecklade: 
"Det stod på hennes [den kinesiska kvinnans] kort att hon inte var oskuld. Hon hade hjälpt anti-japanska element genom att låta dem sova över och andra saker. Den ryska flickan ... kom från Kiev. Vårt team försökte hålla dem vid liv varje gång de återhämtade sig efter ett experiment ... Jag tror att den kinesiska kvinnan överlevde i ungefär två år. En vän talade om för mig att den ryska flickan förgiftades till slut. Jag blev ledsen. Vi gjorde hemska saker."

### Japanska offer
Det finns exempel på att även japanska medlemmar av enhet 731 blev försökskaniner i åtminstone en handfull individuella fall. Yoshio Tamura uppger att Yoshio Sudō, en kollega vid enhet 731, blev infekterad med böldpest på grund av ett misstag vid hanteringen av viruset. Yoshio Sudō insjuknade så svårt att han förmodades avlida. "Specialteamet" fick då order om en vivisektion av Sudō, som också utfördes.
Yoshio Shinozuka, en medlem av kadetterna, vittnade om att hans vän och kollega Mitsuo Hirakawa också utsattes för en vivisektion efter att av misstag ha smittats av pest. Ytterligare en japansk medlem av personalen uppgav att han insjuknade i en svår sjukdom och fördes därifrån för vård. Han uppger att han fick ett råd att inte återvända till enhet 731 medan han var sjuk. 

### Flyktförsök
Det finns beskrivningar av åtminstone ett flyktförsök. Detta ska ha ägt rum år 1944. Två ryska manliga fångar i handfängsel ska då ha lockat in en vakt i en cell; den ena lade sig med ansiktet på golvet, medan den andra kallade på vakten och uppgav att hans kamrat var sjuk. Detta var en ovanlig sak, eftersom alla fångar hölls fullt friska på enhet 731 fram till att de började utsättas för experiment, något som ännu inte hade ägt rum med denna ryska fånge. Vakten gick därför in i cellen. Den fånge som låg på golvet flög då genast upp och slog ned vakten. De två ryska fångarna tog nycklarna från vakten, låste upp sina egna handbojor och började sedan låsa upp de andra cellerna och uppmanade med höga skrik alla fångar att fly. En mängd ryska och kinesiska fångar tog sig då ut ur cellerna.
Personalen ropade åt dem i högtalarna att ge upp, sluta skrika och återvända till sina celler. Fångarna skrek tillbaka. En av de ryska fångarna uppges ha skrikit att han hellre blev skjuten än blev försökskanin. Denna fånge blev skjuten. Fångarna hade ingen chans att ta sig ut ur fängelset; om de skulle lyckas ta sig ur fängelset skulle de tvingas ta sig ut ur den omkringliggande byggnaden, därefter över den omgärdande muren och slutligen en vallgrav med elektriskt stängsel. Upproret slogs ned genom att giftgas leddes in i fängelset.

### Vid krigsslutet
Den 9 augusti 1945 inleddes Sovjets invasion av Manchuriet. Order gavs om att alla aktiviteter vid enhet 731 skulle upphöra omedelbart, att anläggningen skulle förstöras och personalen evakueras. Förstörelsen inkluderade förstörelsen av "mänskligt material", vilket syftade på att fångarna skulle dödas. Under 11-12 augusti avrättades de då levande fångar som befann sig på enhet 731, vilkas antal just då uppskattas ha varit omkring 300. En del fångar serverades gift i sina matransoner. Giftgas uppges ha släppts in i cellerna. Liken togs utomhus, dränktes in i bensin och brändes. 
Det finns inga tecken på att en enda fånge på enhet 731 överlevde. Åtminstone 3000 män, kvinnor och barn - av vilka 600 levererades av kempeitai varje år - fördes till enhet 731 i Pingfang. General Kawashima, en medlem  av enhet 731, uppgav 1949 att åtminstone 600 personer dog som försökskaniner på Pingfang varje år mellan 1940 och 1945, vilket sammanlagt blir cirka 3.000 personer. Detta inkluderar dock inte de som avled på anläggningen 1938-1939, de cirka 300 personer som dödades i krigsslutet och inte heller det antal som dödades på enhet 731:s underavdelningar eller experiment utanför Pingfangs anläggning. 3.000 är den traditionellt accepterade uppskattade siffran, men en före detta medlem av enhet 731, Okawa Fukumatsu, uppger att de bör ha varit åtminstone 10.000 personer.

## Experiment
Forskningen var främst inriktad på pest, kolera, tyfus, dysenteri, mjältbrand och stelkramp, men även andra sjukdomar studerades och dessutom intresserade man sig för forskning kring köldskador. Fångarna gavs samma eller bättre mat än vakterna, för att sjukdomar inte skulle påverka resultatet från de tester av olika biologiska vapen som fångarna skulle utsättas för.

### Syfilis
Experiment utfördes med könssjukdomar, däribland syfilis. Fångar infekterades med syfilis både genom injektioner och genom påtvingat sexuellt umgänge. 
Barn fördes ibland till Enhet 731 tillsammans med sina föräldrar. En medlem av ungdomskåren beskriver en grupp fångar som stod i kö för att mottaga injektioner av syfilis: 
"En var en kinesisk kvinna som höll ett spädbarn i famnen, en var en vitrysk kvinna med en dotter som var fyra eller fem år gammal och den sista var en vitrysk kvinna med en sex eller sju år gammal pojke".
Barnen studerades på samma sätt som sina föräldrar, för att bedöma hur längre infektionsperioder påverkade behandlingens effektivitet.   
Enhetens personal arrangerade påtvingat sexuellt umgänge mellan friska fångar och fångar infekterade med syfilis för att kunna studera smittan av syfilis. En medlem av enheten vittnade: 
"Infektion av sexuella sjukdomar genom injektion övergavs och forskarna började tvinga fångarna till sexuella handlingar med varandra. Fyra eller fem medlemmar av enheten, klädda i vita laboratorieskyddskläder, helt övertäckta med endast ögon och mun synliga, resten täckt, hanterade testen. En man och en kvinna, en infekterad med syfilis, en frisk, fördes till en cell och tvingades ha samlag. Det gjordes klart att den som vägrade skulle skjutas". 
Sedan en person hade blivit smittad av syfilis, utfördes en vivisektion under olika stadier av sjukdomsförloppet för att kunna studera interna och externa organ under olika stadier av sjukdomen. Vittnesmål från ett flertal vakter visar att den kvinnliga parten skambelades som sjukdomsbärare även i de fall de blivit infekterade med tvång och deras genitalier kallades "syltfyllda bullar".

### Våldtäkt och graviditet
Graviditet var ett tillstånd som också användes under de mänskliga experimenten. Ett studieområde som har omvittnats är användningen av gravida fångar för att studera smittan av olika typer av sjukdomar, bland dem syfilis, mellan en mor och hennes foster under graviditeten. Ett fosters chanser till överlevnad och skada på moderns reproduktionsorgan var också ämne för studier. 
En del fångar var gravida då de fördes till enhet 731. Andra blev gravida under deras vistelse som en följd av sexuella övergrepp. Forskning har visat att manliga fångar på enhet 731 vanligen användes endast för singelstudier, för att inte störa resultaten. Kvinnliga fångar uppges däremot ha använts för multipla experiment på samma gång: bakteriologiska, fysiologiska, sexuella experiment och som offer för sexuella övergrepp. Ett vittnesmål från en medlem av enhet 731 beskriver denna verklighet: 
"En av forskarna jag återfann talade en dag om för mig att han en dag hade ett experiment på schemat, men att han fortfarande hade tid kvar. Så han och en annan medlem tog nycklarna till cellerna och öppnade en cell som inhyste en kinesisk kvinna. En av medlemmarna av enheten våldtog henne medan den andra öppnade en annan cell. Där fanns en kinesisk kvinna som hade använts i ett köldexperiment. Flera av hennes fingrar saknades och hennes ben var svarta, där kallbrand hade inträtt. Han tänkte våldta henne ändå, när han såg att hennes sexuella organ var variga, med var droppade fram på ytan. Han uppgav idén, gav sig av och låste dörren och fortsatte sedan till sitt arbete med experimentet".
Det uppges att "ett stort antal barn föddes under fångenskapen" på enhet 731, men trots det finns inga uppgifter om att någon överlevt vistelsen på institutionen. Det förmodas att de barn som föddes på enhet 731 dödades efter födseln.

### Smittstudier
Enheten låste in sjuka fångar med friska för att studera hur fort olika sjukdomar sprider sig. 

### Tryckkammare
Andra fångar placerades i tryckkammare för att studera hur mycket tryck kroppen tål. 

### Köldexperiment
Studier i köldskador var prioriterade på enhet 731. Fångar fördes ut om vintern och bands fast med bara armar och händer. Tekniker spolade sedan deras bara armar och händer med vatten, som sedan frös till is. När armarna gav ifrån sig ett ljud som påminde om hårt trä när man slog på dem var de genomfrusna och offret fördes sedan in för att studeras under olika tekniker av uppvärmning. En särskild köldkammare inreddes för att kunna utföra experimenten även under sommaren. Olika temperaturer prövades. Experimentet slutade som regel med att armen eller benet amputerades. Till slut hade samtliga armar och ben amputerats och offret bestod endast av en levande torso med huvud. Offret användes sedan för ytterligare experiment fram till döden.

### Bakterieodling
Nobuo Kamada, som arbetade för Enhet 731, berättade för US News att hans huvudsakliga arbetsuppgift var att odla pestbakterier. "Vi injicerade de kraftfullaste bakterierna i råttor. På en 500 grams råtta fäste vi 3000 loppor. När råttorna släpptes, skulle lopporna sprida smittan." De släpptes även via flygplan i porslinsbomber som var utrustade med fallskärmar så att de skulle överleva fallet. En hel del smittbärande djur spreds medvetet ut på landsbygden, andra 'försvann' när japanerna sprängde anläggningarna för att undanröja bevisen.

### Vivisektion
Vivisektion var en normal procedur på enhet 731. En vivisektion innebar möjligheten att studera hur en sjukdom betedde sig inuti kroppens levande organ utan att dessa organ var påverkade av de föruttnelsebakterier som började bryta ned kroppen så fort den dog.  
Bedövning var valfritt helt utifrån den enskilda forskarens eget val, men det var vanligt att ingen bedövning användes, eftersom även det tillstånd ett bedövningsmedel försatte kroppen i försämrade resultaten i jämförelse med en vivisektion av en levande människa som befann sig i vaket och medvetet tillstånd.  
Toshimi Mizobuchi uppgav att läkare brukade observera hur ett virus betedde sig i kroppen och infekterade organ genom att "öppna kroppen" på ett offer "en timme, två timmar, fyra timmar" efter en injektion av ett virus.
En vivisektion var det normala slutet på många olika typer av experiment, särskilt i studier av sjukdomar och bakterier. 
De utfördes även som övningar i kirurgi och anatomi. 
Det förekom att läkare och forskare från Japan flög in till enhet 731 enbart för det unika tillfället att få studera en vivisektion, något som aldrig skulle vara möjligt i Japan. 
Nobuo Kamada deltog i vivisektionen av en kinesisk fånge som (medvetet) smittats med pestsmitta. "Killen visste att det var slut för hans del så han kämpade inte emot. Men när jag plockade upp skalpellen började han skrika. Jag skar upp honom från bröstet till magen och han skrek något hemskt och hans ansikte var förvridet av smärta. Han gav ifrån sig märkliga ljud, han skrek så hemskt, men till slut slutade han." Anledningen till vivisektionen var att man ville veta hur pestsmitta påverkar organen, och ingen bedövning användes då det skulle kunnat påverka resultaten.
En anonym medlem i enhet 731 återgav ett tillfälle när en gravid kinesisk kvinna, som hade getts en lätt bedövning av kloroform, vaknade under en vivisektion för syfilis, och skrek: "Ni får döda mig, men snälla döda inte mitt barn!". Veteranen fortsatte: "Det var fyra eller fem av oss som arbetade på vivisektionen. Vi höll ned henne, gav henne mer bedövning och fortsatte".

### Vapentestning
Offren togs ofta till ett testområde vid staden Anda, där de bands fast och utsattes för olika vapen som var under utprovning. De vapen som gav 'bra' resultat i dessa tester (det vill säga hög dödlighet bland fångarna) användes mot kineserna. Man experimenterade med olika sätt att sprida smitta, bland annat med flygbombning, besprutning från flygplan, förgiftade kakor eller förgiftande av brunnar, men man lyckades aldrig utveckla ett effektivt sätt att använda de biologiska vapnen.
Enhet 731 samarbetade med enhet 516 i experiment med gas. Enhet 516 producerade giftgaser som fosfor och senapsgas, som sedan provades ut på offer - både män, kvinnor och barn - i gaskammare med glasväggar på enhet 731.

### Övriga experiment
Vid sidan av mer konkreta mål som att utveckla vapen att hjälpa krigsansträngningen och utveckla botemedel mot sjukdomar, var andra mål som nämndes av Shiro Ishii i hans invigningstal av Pingfang tillfredsställandet av vetenskaplig nyfikenhet och utforskandet av den "okända världen". Enhet 731 gjorde det möjligt för forskare att utan begränsningar testa sin egen nyfikenhet på människokroppen. En del experiment på Pingfang handlade om vetenskaplig nyfikenhet på att observera hur en människokropp skulle reagera om den ena eller andra handlingen utfördes mot den.
Bland experiment av dessa slag nämns: att amputera båda händerna på en person och sedan sy fast vänsterhanden på höger arm och tvärtom för att observera hur kroppen reagerade; att hänga en person upp och ned för att se hur länge det skulle ta för personen att kvävas; att placera människor i stora centrifuger för att se hur människokroppen reagerade; att koka människor levande för att observera hur kroppen reagerade.
Hästurin injicerades i en människas njure. Blodplasma från hästar överfördes till människor för att se om djurblod kunde omvandlas till att ersätta mänskligt blod under en blodtransfusion: resultatet var att fångarna dog under svåra plågor då hästblodet förgiftade varje organ i människokroppen.
Uttorkning studerades genom att offret inte gavs någon vätska utan enbart mat. Andra offer placerades under varma fläktar till uttorkning skedde: dessa förlorade så småningom så mycket vätska genom svettning att de mumifierades levande och förlorade fyra femtedelar av sin vikt.

### Experiment utanför Pingfang
Enhet 731 företog också experiment utanför anläggningen i Pingfang. 1939-1940 förgiftade de 1000 brunnar i Harbin med tyfoid-bakterier; i Jilin delade japanska soldater ut bullar med pest till lekande barn; i de mongoliska och manchuriska byarna på slätten utanför Hailar erbjöd enheten sjukvård, som då var sällsynt i de isolerade byarna, men gjorde istället innevånarna sjuka genom att släppa bakterier i deras brunnar.
1940 skapade de en epidemi av kolera i huvudstaden Changchun genom att påstå att en epidemi redan hade brutit ut och kalla samman allmänheten för obligatorisk vaccinering mot kolera; enhet 731 gav dem sedan doser av kolera för att skapa en epidemi, för att sedan dela ut äkta vaccin åt de sjuka för att testa de vaccin de hade utvecklat.
Enhet 731 låg också bakom bombningen av pest över staden Ningbo i december 1940. Efter Nazitysklands invasion av Sovjetunionen förberedde enhet 731 och enhet 100 också biologisk krigföring mot Sovjetunionen, som Japan då förberedde sig på att attackera från andra hållet. Djur infekterade med sjukdomar släpptes över gränsen till Sovjet liksom ballonger med bakterier.
Byn Chongsan utanför Yiwu i Zheijang-provinsen bombades med pest i november 1942. Japaner klädda i vit skyddsutrustning dök upp efter att pesten hade spridit sig i byn, injicerade bybor med en okänd vätska och isolerade de sjuka i ett rekvirerat före detta buddhisttempel utanför byn, där en bybo bevittnade hur de utförde vivisektion på en bybo som förts till isoleringen. Innan japanerna gav sig av brände de ned byn så de bybor som inte smittats av pesten blev hemlösa. Under den föregående pestepidemin i staden Yiwu i närheten hade japanerna på samma sätt isolerat de sjuka med tvång i isoleringsavdelningar, där dessa inte vårdades, utan snarare utsattes för vivisektion.

## Ansvar och konsekvenser

### Undanröjande av bevis
Den 9 augusti 1945 inleddes Sovjets invasion av Manchuriet. Order gavs från Tokyo om att alla aktiviteter vid enhet 731 skulle upphöra omedelbart, att anläggningen och allt bevismaterial skulle förstöras och personalen evakueras. Ett tåg evakuerade ett flertal medlemmar ur enhet 731 samma dag. 
Under 11-12 augusti avrättades de levande fångar som befann sig på enhet 731, vilkas antal just då uppskattas ha varit omkring 300. En del fångar serverades gift i sina matransoner. Giftgas uppges ha släppts in i cellerna. Liken togs utomhus, dränktes in i bensin och brändes. De 600 kinesiska och manchuriska tvångsarbetarna på anläggningen blev skjutna. Hideo Shimizu uppgav att han gav order om att bränna fångarnas lik och att deras förbrända ben sedan skulle samlas ihop, varefter byggnaderna skulle sprängas med dynamit. 
Den japanska personalen evakuerades med tåg till Japan via Korea. Kapslar med cyanid delades ut med instruktioner till medlemmarna att ta dem om de riskerade att tillfångatas. Shiro Ishii själv lämnade anläggningen i helikopter. Han höll ett avslutande tal till personalen där de uppmanades att aldrig engagera sig i liknande arbete igen, aldrig bli politiskt verksamma, aldrig avslöja något om sitt arbete på enhet 731 och aldrig försöka kontakta varandra. 
De sista medlemmarna av den japanska personalen ur enhet 731 lämnade Pingfang 14 augusti. De sovjetiska trupperna intog Harbin 20 augusti sex dagar senare. 

### Vetskap
Det är oklart om kejsar Hirohito kände till dessa krigsförbrytelser. Kejsarens signatur var nödvändig, men det är oklart huruvida kejsaren godkände det per rutin eller om han faktiskt satte sig in i ärendet och var medveten om vad det innebar. Enligt vissa uppgifter grundades Boeki Kyusui Bu på direkt order av kejsaren. Hans yngre bror, prins Mikasa, fick en guidad rundtur på Enhet 731 och skrev i sina memoarer att han fick se filmer som visade hur kinesiska fångar utsattes för giftgas.
Enhet 731 och dess verksamhet var känt inom den samtida japanska akademiska medicinska världen. Många japanska läkare och forskare lyssnade på föredrag från enhet 731, då Shiro Ishii regelbundet besökte Japan på föreläsningstur. De visades filmer av experimenten och vissa besökte även enhet 731 för att själva bevittna experiment som inte gick att utföra i Japan. Både under enhet 731:s verksamhetstid och många år efteråt publicerades experimenten i medicinska tidskrifter, endast dolt av att ordet "människa" i dokumenten byttes ut mot "apa". Det var dock en allmänt känd hemlighet att dessa handlade om just mänskliga experiment eftersom det aldrig specificerades vilken typ av apor det handlade om.
Det är okänt vad Sovjetunionen kände till om enhet 731 medan kriget pågick. Det finns inga uppgifter om hur mycket Sovjetunionen kände till om de ballonger, infekterade djur och förgiftade floder och gränstrakter som japanerna använde i sina (uppenbarligen misslyckade) försök att sprida epidemier in i Sovjet. Under Sovjets invasion av Manchuriet i augusti 1945 tillfångatogs många medlemmar av enhet 731 och fördes till fångläger i Sovjet och i januari 1947 begärde Sovjet att få förhöra Shiro Ishii. 
Amerikansk underrättelsetjänst fick redan 1939 information om att japanska akademiker försökte köpa virus och bakterier från amerikanska universitet och från 1942 fick USA del av Kinas rapporter och undersökningar om Japans pågående biologiska krigföring i Kina. USA och Kanada undersökte regelbundet suspekta paket och andra objekt som misstänktes vara japanska biologiska vapen. Detta hölls dock hemligt. 

### Efter kriget

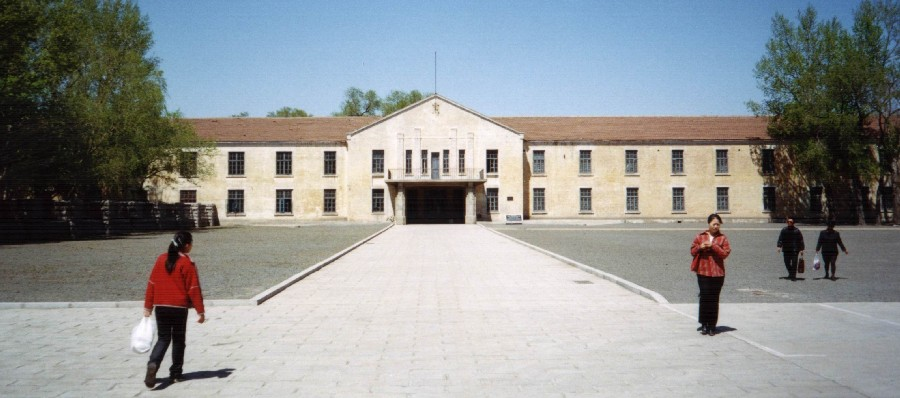
Ingången till en av Enhet 731:s byggnader idag.

Efter andra världskriget väcktes inga åtal mot de japanska krigsförbrytarna, såsom mot deras tyska kollegor, utan de benådades av USA i utbyte mot resultaten av deras tester.
USA:s vetskap om Japans biologiska vapenforskning gjorde att de amerikanska myndigheterna inför ockupationen av Japan genast var beredda att lokalisera de ansvariga forskarna - främst Shiro Ishii - och ta reda på vilken kunskap de hade uppnått, för att kunna använda denna under kalla kriget. Enhet 731 var på något sätt medvetna om detta och USA:s utsedda att hantera ärendet, Sanders, möttes redan vid sin ankomst till hamnen i Yokohama av en medlem av enhet 731, Ryoichi Naito, som förklarade att han stod redo att agera tolk i Sanders förhandlingar med enhet 731:s medlemmar, som var villiga att samarbeta i utbyte mot immunitet. Sanders förhandlingar med enhet 731 ledde till att MacArthur gick med på förslaget att ge dess medlemmar immunitet i utbyte mot information om deras forskning.
Fallet med Enhet 731 togs upp 29 augusti 1946, men lades ner omgående (enligt vissa uppgifter på direkt order av general Douglas MacArthur som hade befogenheter att godkänna eller ogiltigförklara alla domar från denna domstol). De som genomförde denna benådning försvarade sitt agerande med att det inte fanns något annat sätt att få tag på denna värdefulla information. Den internationella krigstribunalen i Tokyo kom fram till följande slutsats: "Värdet av de japanska data om biologisk krigföring är av sådan betydelse för USA:s nationella säkerhet att det definitivt överväger värdet av att krigsförbrytelserna bestraffas."
Sovjetunionen höll däremot en  rättegång 1949 i Khabarovsk om dessa brott. Följande tolv personer från Enhet 731 dömdes: General Yamada Otozo, befälhavare över de japanska styrkorna i Kuantung, generallöjtnant Ryuiji Kajitsuka, chef över den medicinska administrationen, generallöjtnant Takaatsu Takahashi, chef över veterinärdivisionen, generalmajor Kiyoshi Kawashima, chef över en av Enhet 731:s avdelningar, generalmajor Shunji Sato, chef över Enhet 731:s avdelning i Kanton samt överstelöjtnant Toshihide Nishi, major Tomio Karasawa, major Maso Onoue, löjtnant Zensaku Hirazakura, sergeant Kazuo Mitomo, korpral Norimitsu Kikuchi och menige Yuji Kurushima.
Många av de inblandade har sedan dess uppnått framträdande positioner i det japanska samhället. Shiro Ishii, befälhavaren över Enhet 731 under större delen av kriget, levde ostört till sin död i cancer 1959. Masaji Kitano, som var befälhavare över Enhet 731 i slutet, blev efter kriget chef för Green Cross Corp., en ledande producent av blodprodukter, som grundats av en annan veteran från Enheten. Köldskadeexperten Hisato Yoshimura, som frös människor till döds, blev senare professor vid kvinnouniversitetet i Kobe och fick mottaga en av Japans förnämsta ordnar. Kozo Okomoto, som obducerade levande fångar, blev medicinsk chef vid ett universitet i Osaka. Problemen med japanska universitet och kopplingen till Enhet 731 har nämnts i japanska dokumentärer om brotten.
Professor Keiichi Tsuneishi, en japansk historiker, tog reda på mycket om Enhet 731 genom avhandlingar från olika läkare och talade med flera av dem om Enhet 731, "De visar ingen ånger överhuvudtaget". I stället klagade läkarna över att de offrat sina bästa år på medicinsk forskning som de inte kunde fortsätta med efter kriget.